# Calypogeia azurea
Calypogeia azurea là một loài rêu trong họ Calypogeiaceae. Loài này được Stotler & Crotz mô tả khoa học đầu tiên năm 1983.

## Hình ảnh

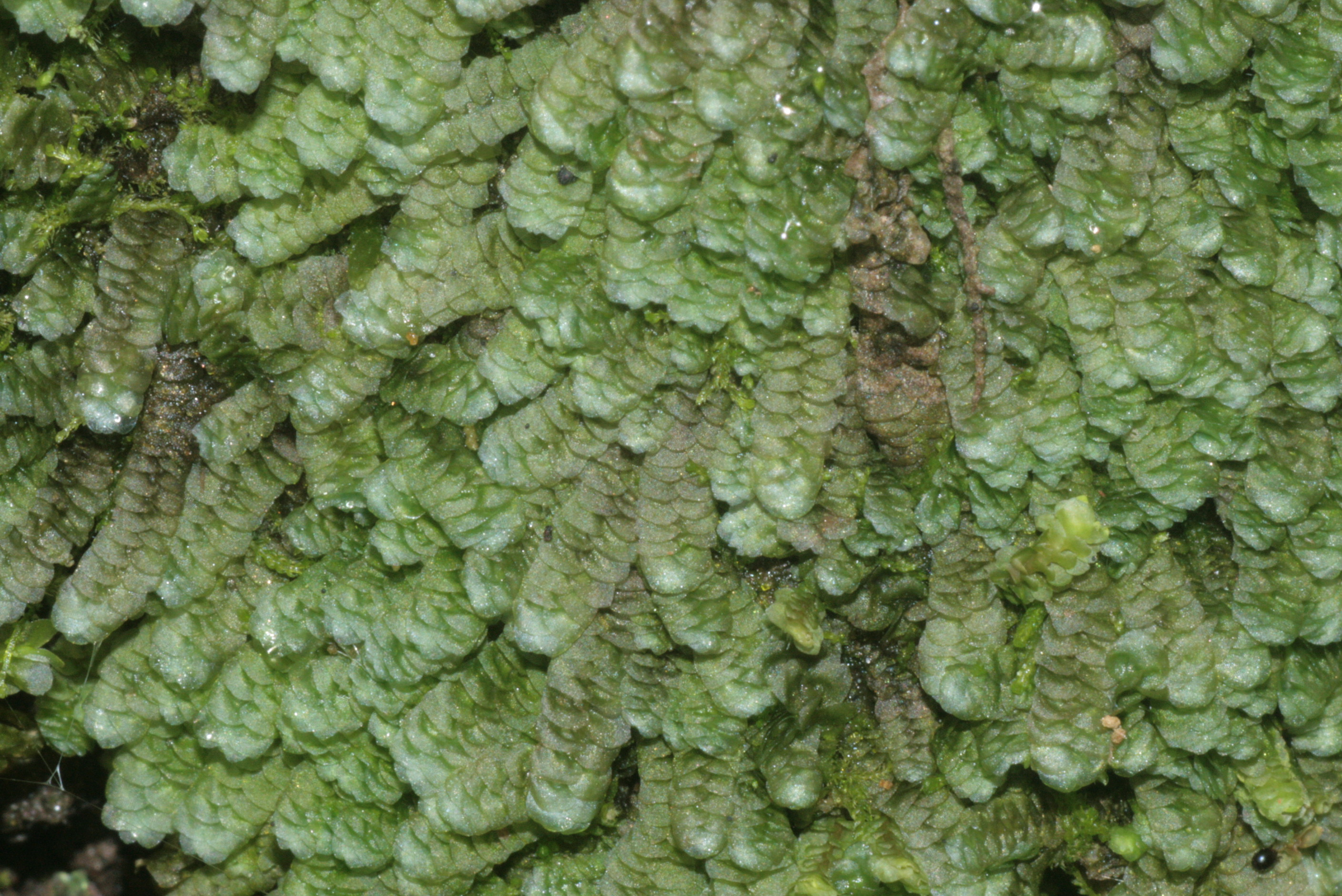
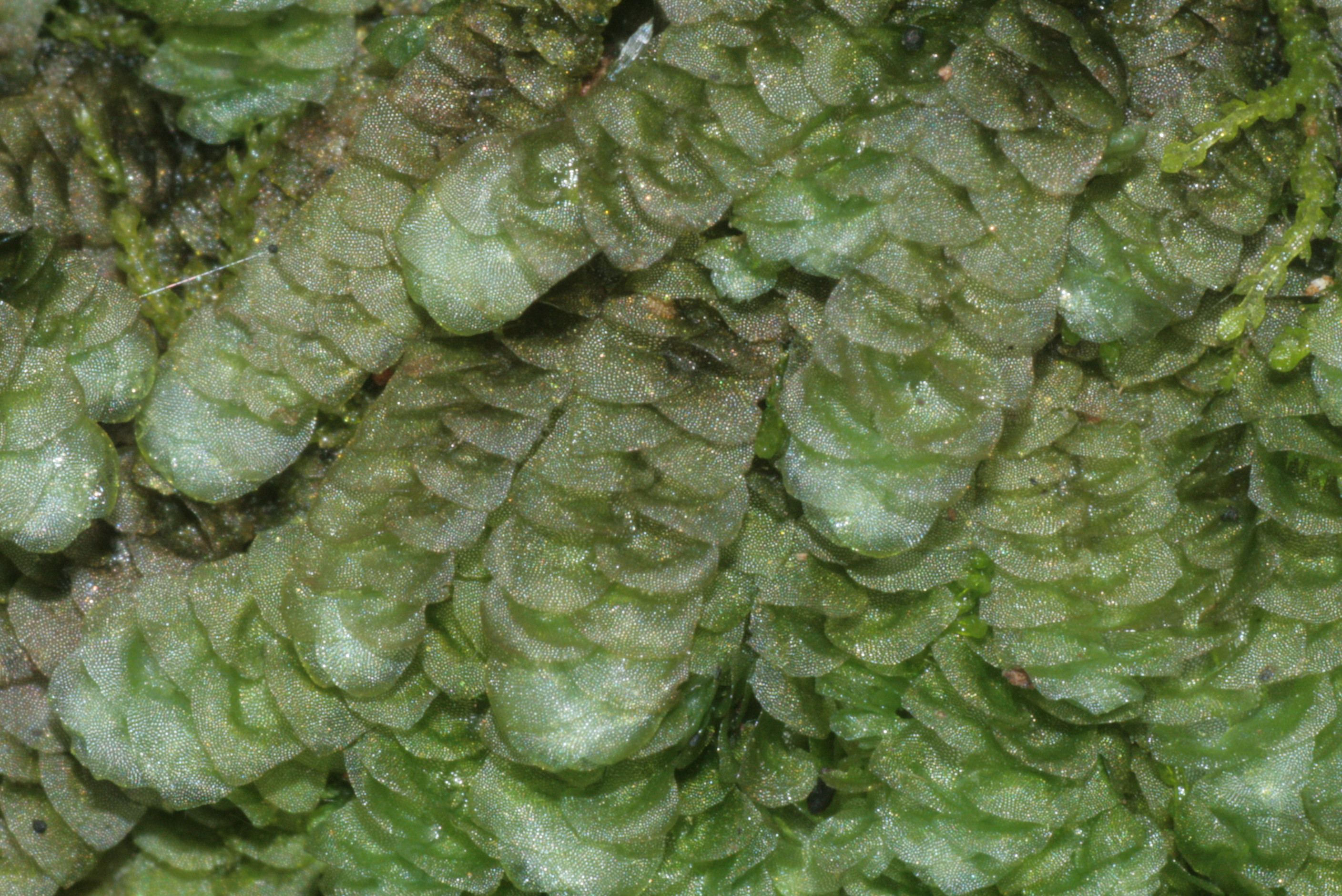
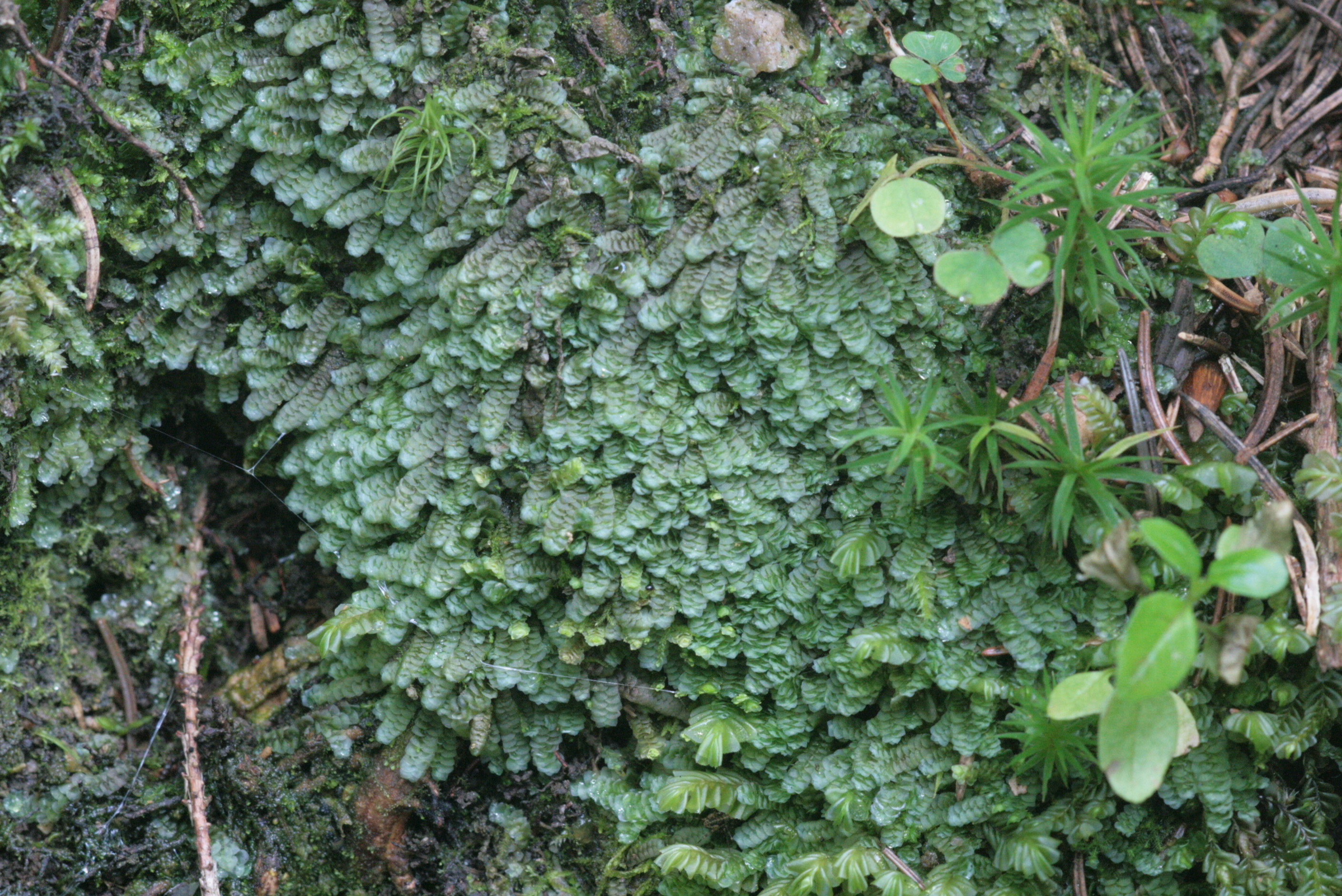
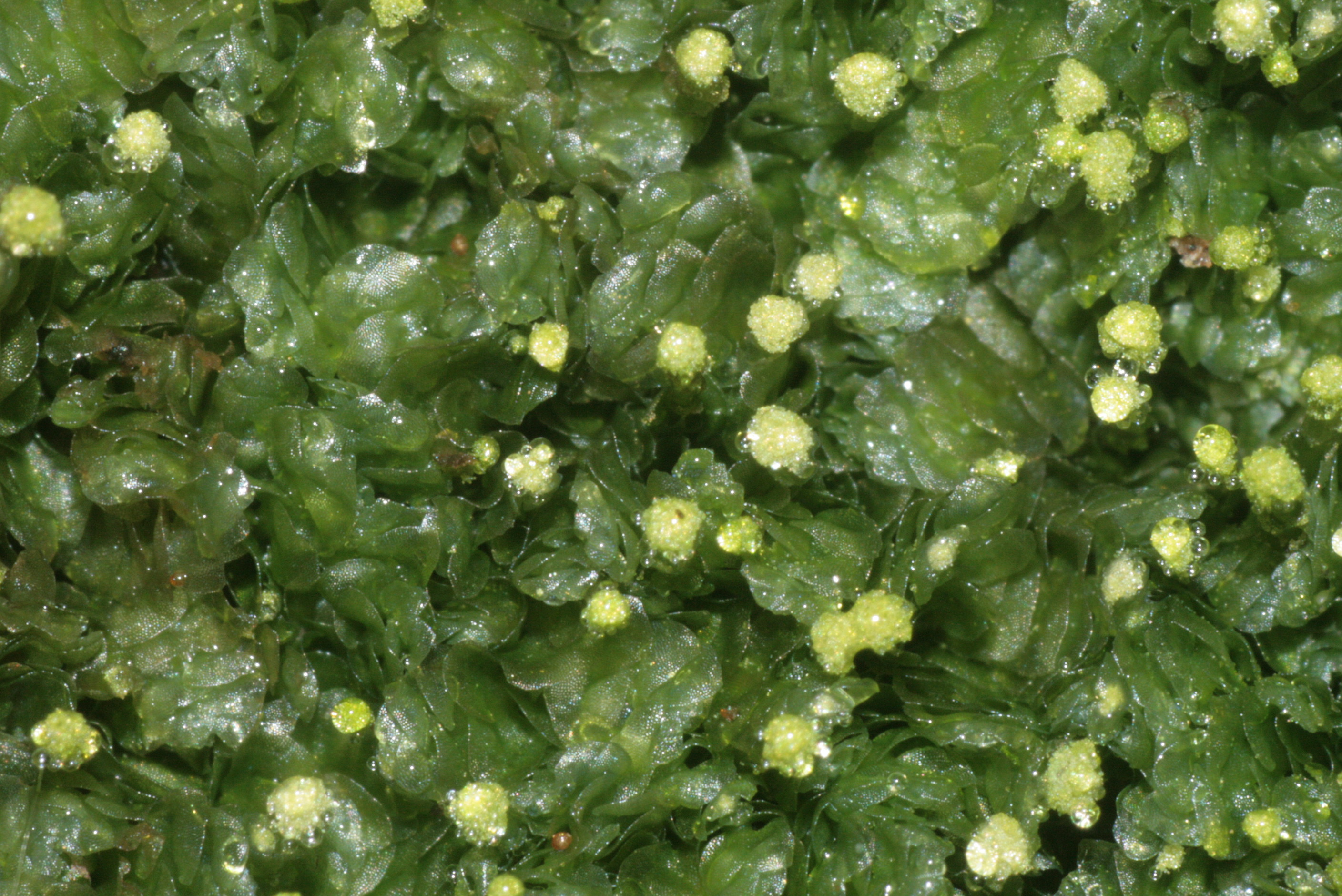